# Leionema gracile
Leionema gracile är en vinruteväxtart som först beskrevs av C.T White, och fick sitt nu gällande namn av Paul G. Wilson. Leionema gracile ingår i släktet Leionema och familjen vinruteväxter. Inga underarter finns listade i Catalogue of Life.